# Dinastía Kadamba

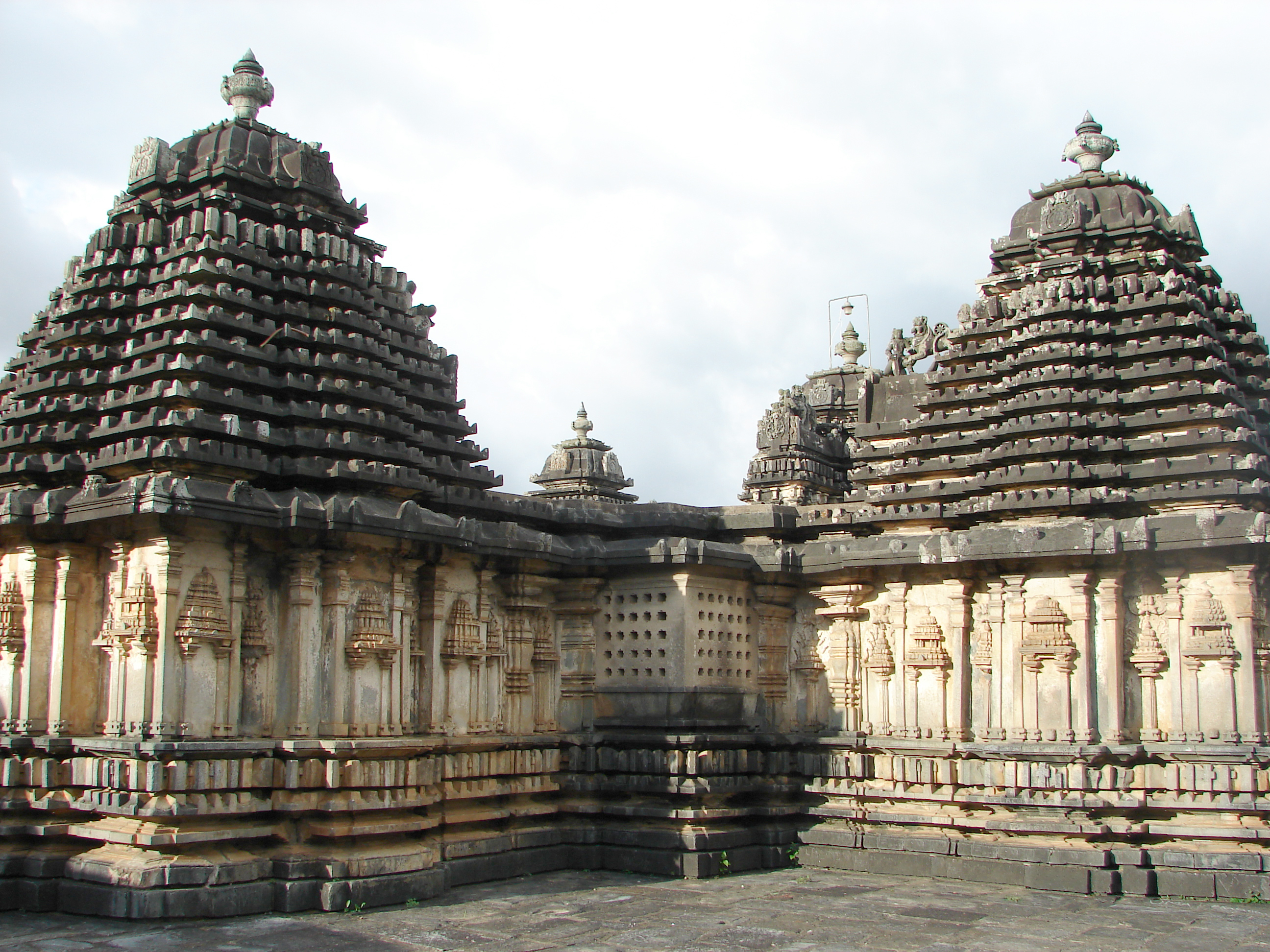
Arquitectura característica Kadamba en el templo de Doddagaddavalli.

La dinastía Kadamba (Canarés: ಕದಂಬರು-Kannada) fue un reino de la parte septentrional del sur de la India, dentro de la zona de la región de la moderna Goa y el Konkan en los estados actuales de Karnataka y Maharashtra. El fundador del reino fue Mayurasharma en el 345 y su dinastía reinó entre el siglo IV y el siglo VI, con la capital en Banavasi, también llamada Vaijayanti.
Después de haber reinado como estado independiente durante dos siglos, en el ocaso del reino, acabaron como dinastía vasalla de los reinos Chalukya y Rashtrakuta. Los kadambas fueron la primera dinastía que patrocinó el jainismo.
Posteriormente los descendientes de la dinastía Kadamba fundaron un reino en Hangal y otro en Goa en el siglo X. Estos se conocen como Kadambas de Hangal, y Kadambas de Goa respectivamente.